# Gare d'Hirson-Écoles
Ne doit pas être confondu avec Gare d'Hirson.
La gare d'Hirson-Écoles est une gare ferroviaire française de la ligne de La Plaine à Hirson et Anor (frontière), située sur le territoire de la commune d'Hirson, dans le département de l'Aisne, en région Hauts-de-France.
C'est une halte voyageurs, créée en septembre 2000 par la Société nationale des chemins de fer français (SNCF). Elle est desservie par des trains TER Hauts-de-France.

## Situation ferroviaire
Établie à 195 m d'altitude, la gare d'Hirson-Écoles est située au point kilométrique (PK) 120,716 de la ligne de La Plaine à Hirson et Anor (frontière), entre les gares d'Hirson et d'Anor. C'est également une gare de la ligne de Fives à Hirson.

## Histoire

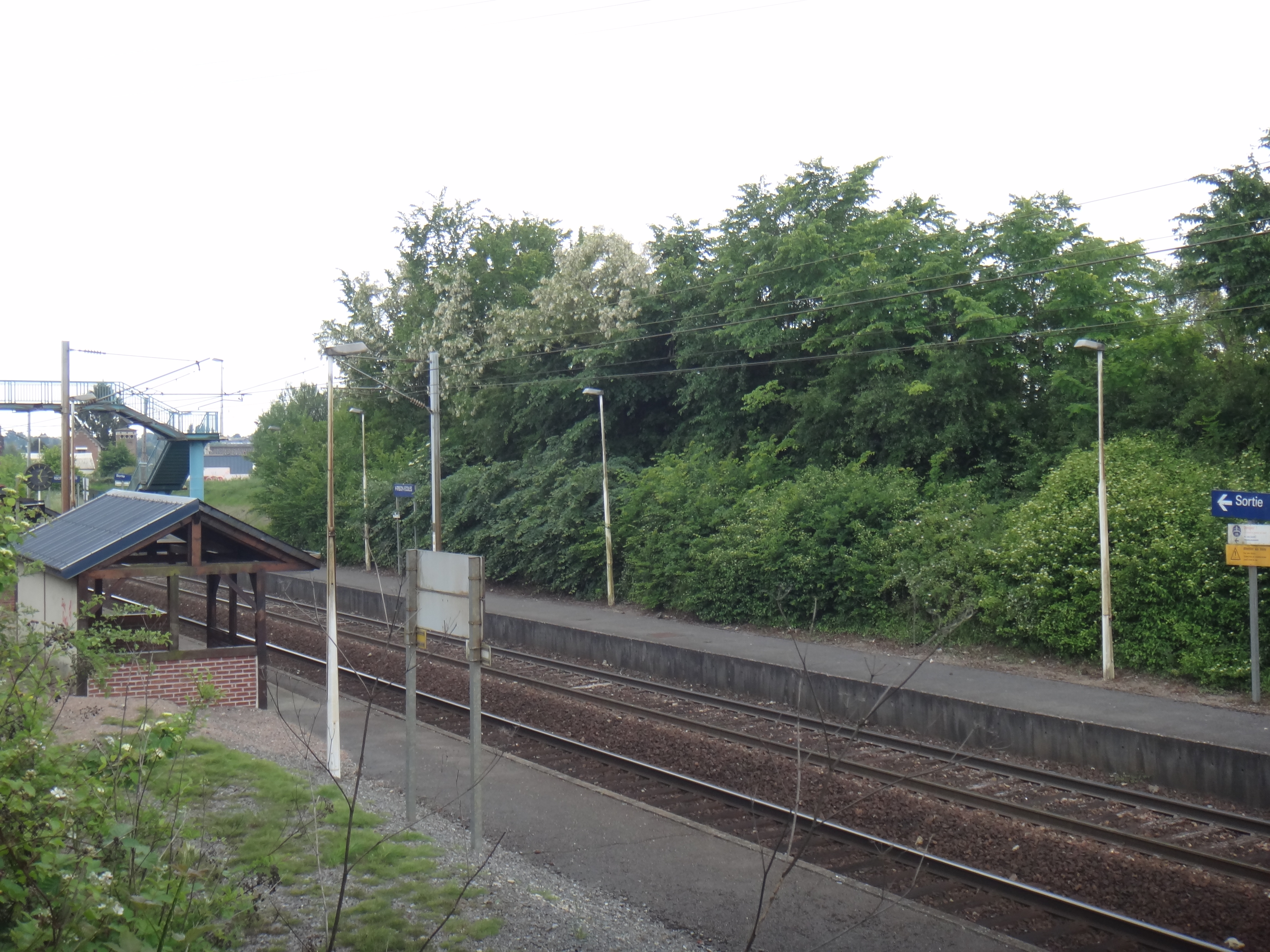
Quais et abri de quai, en 2014.

La halte ferroviaire d'Hirson-Écoles est mise en service en septembre 2000, pour notamment desservir le lycée Joliot-Curie situé à proximité. L'inauguration se fait en présence de : Charles Baur (président de la région), Éric Rebeyrotte (directeur régional SNCF), Jean-Jacques Thomas (maire de la commune d'Hirson) et Gérard Raeckelboom (proviseur du lycée Joliot-Curie).

## Fréquentation
Selon les estimations de la SNCF, la fréquentation annuelle de la gare s'élève aux nombres indiqués dans le tableau ci-dessous.
| Année               | 2023   | 2022   | 2021   | 2020   | 2019   | 2018   | 2017   | 2016   | 2015   |
| ------------------- | ------ | ------ | ------ | ------ | ------ | ------ | ------ | ------ | ------ |
| Nombre de voyageurs | 42 788 | 36 572 | 32 712 | 32 721 | 28 484 | 38 649 | 51 563 | 57 945 | 58 573 |

## Service des voyageurs

### Accueil
Halte SNCF, c'est un point d'arrêt non géré (PANG) à accès libre.
Une passerelle permet le passage d'un quai à l'autre.

### Desserte
Hirson-Écoles est desservie par des trains TER Hauts-de-France, qui effectuent des missions entre les gares de Laon et d'Aulnoye-Aymeries ou entre celles de Lille-Flandres, ou d'Aulnoye-Aymeries, et d'Hirson ou de Charleville-Mézières.

### Intermodalité
Le stationnement des véhicules est possible à proximité